# 许迈格切希
许迈格切希，是匈牙利佐洛州所辖的一个村，总面积17.44平方公里，总人口628，人口密度36.0人/平方公里（2010年1月1日）。